# Wilhelm von Hartel
Wilhelm August rytíř von Hartel (28. května 1839 Dvorce – 14. ledna 1907 Vídeň) byl rakousko-uherský, respektive předlitavský vysokoškolský pedagog, klasický filolog a politik, v letech 1899–1905 (s krátkou přestávkou) ministr kultu a vyučování Předlitavska.

## Biografie
V letech 1859–1863 vystudoval klasickou filologii na Vídeňské univerzitě, kde pak dlouhodobě vyučoval a dosáhl titulu profesora. V roce 1890/1891 byl rektorem univerzity. Od roku 1891 byl zároveň ředitelem Dvorské knihovny ve Vídni. V letech 1896–1900 byl sekčním šéfem na ministerstvu kultu a vyučování.
Vrchol jeho politické kariéry nastal od konce 19. století, kdy se za vlády Manfreda Clary-Aldringena stal provizorním ministrem kultu a vyučování coby správce. Funkci zastával v období 2. října 1899 – 21. prosince 1899. Krátce poté se ovšem na post ministra vrátil a zastával ho v první vládě Ernesta von Koerbera i druhé vládě Paula Gautsche od 19. ledna 1900 až do 11. září 1905.
V letech 1900–1907 zastával funkci viceprezidenta vídeňské Akademie věd. Specializoval se na klasickou filologii a byl aktivní jako organizátor vědeckého života. Zasedal v redakčních radách četných odborných časopisů.
Na jeho počest uděluje od roku 1957 rakouská akademie věd Cenu Wilhelma Hartela. Je pohřben na Hietzinském hřbitově.

### Reference

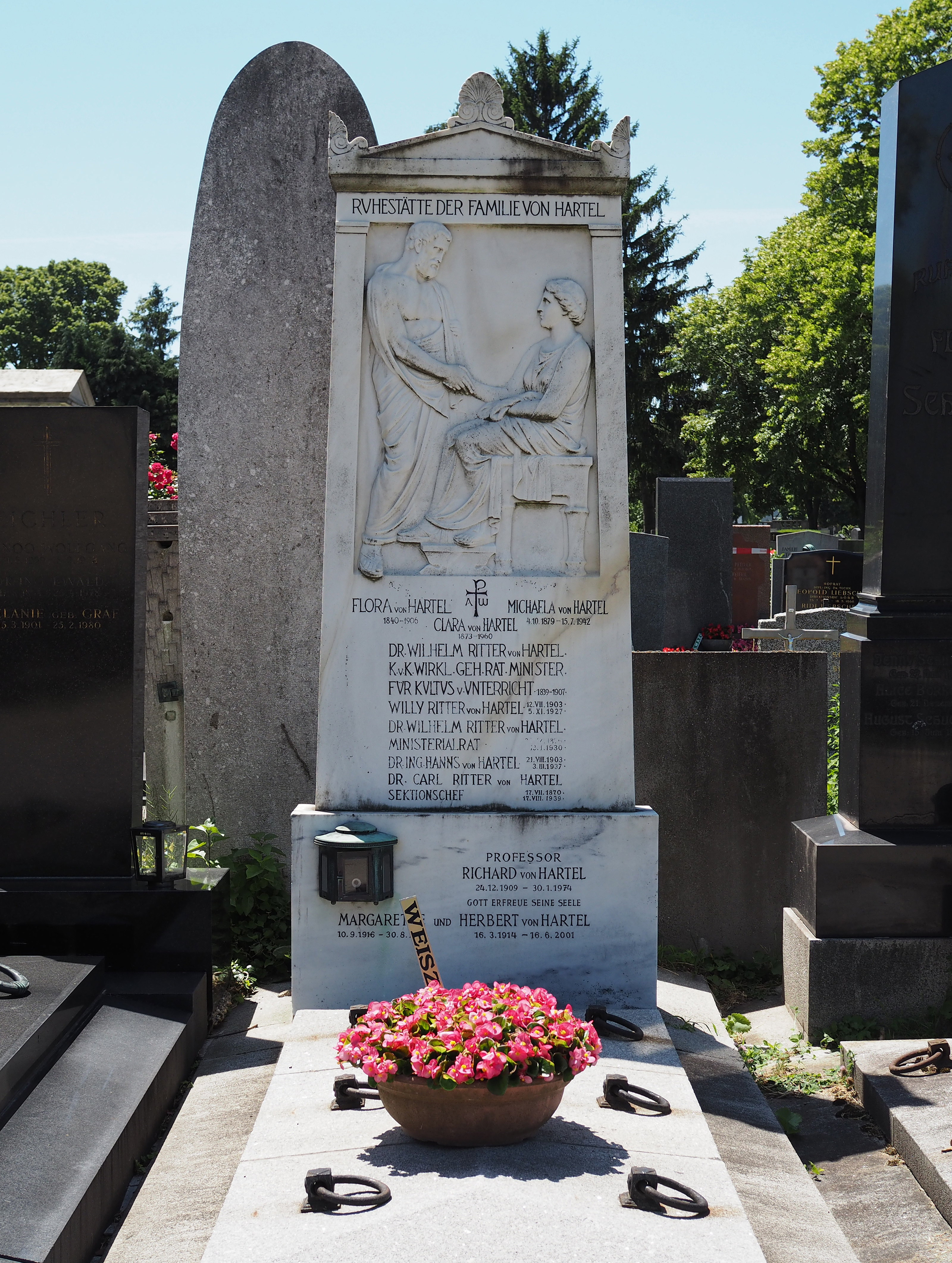
Rodinný hrob na Hietzinském hřbitově